# NGC 155
NGC 155 је лентикуларна галаксија у сазвежђу Кит која се налази на NGC листи објеката дубоког неба.
Деклинација објекта је - 10° 45' 58" а ректасцензија 0h 34m 40,0s. Привидна величина (магнитуда) објекта NGC 155 износи 13,3 а фотографска магнитуда 14,3. NGC 155 је још познат и под ознакама MCG -2-2-55, NPM1G -11.0022, PGC 2076.